# Interlands Welsh voetbalelftal 1940-1949
Deze pagina toont een chronologisch en gedetailleerd overzicht van de interlands die het Welsh voetbalelftal heeft gespeeld in de periode 1940 – 1949.

## Interlands

### 1940
Geen interlands gespeeld.

### 1941
Geen interlands gespeeld.

### 1942
Geen interlands gespeeld.

### 1943
Geen interlands gespeeld.

### 1944
Geen interlands gespeeld.

### 1945
Geen interlands gespeeld.

### 1946
|                                                                                       |                                                         |       |                           |                                                                                  |
| 19 oktober British Home Championship 1946/47 № 171 «onderlinge duels» 15:15 uur (UTC) | Wales                                                   | 3 – 1 | Schotland                 | Racecourse Ground, Wrexham Toeschouwers: 29.568 Scheidsrechter: Bill Evans (ENG) |
| 19 oktober British Home Championship 1946/47 № 171 «onderlinge duels» 15:15 uur (UTC) | Bryn Jones 52' Trevor Ford 79' Jimmy Stephen 88' (e.d.) |       | 49' (pen.) Willie Waddell | Racecourse Ground, Wrexham Toeschouwers: 29.568 Scheidsrechter: Bill Evans (ENG) |

|                                                                                        |                                       |       |       |                                                                               |
| 13 november British Home Championship 1946/47 № 172 «onderlinge duels» 14:30 uur (UTC) | Engeland                              | 3 – 0 | Wales | Maine Road, Manchester Toeschouwers: 59.121 Scheidsrechter: Willie Webb (SCO) |
| 13 november British Home Championship 1946/47 № 172 «onderlinge duels» 14:30 uur (UTC) | Wilf Mannion 8', 16' Tommy Lawton 39' |       |       | Maine Road, Manchester Toeschouwers: 59.121 Scheidsrechter: Willie Webb (SCO) |

### 1947
|                                                                                       |                                                    |       |                        |                                                                                |
| 16 april British Home Championship 1946/47 № 173 «onderlinge duels» 18:30 uur (UTC+2) | Noord-Ierland                                      | 2 – 1 | Wales                  | Windsor Park, Belfast Toeschouwers: 43.000 Scheidsrechter: George Reader (ENG) |
| 16 april British Home Championship 1946/47 № 173 «onderlinge duels» 18:30 uur (UTC+2) | Alex Stevenson 36' Peter Dermot Doherty 37' (pen.) |       | 27' (pen.) Trevor Ford | Windsor Park, Belfast Toeschouwers: 43.000 Scheidsrechter: George Reader (ENG) |

|                                                                                         |       |                                                   |          |                                                                              |
| 18 oktober British Home Championship 1947/48 № 174 «onderlinge duels» 15:00 uur (UTC+1) | Wales | 0 – 3                                             | Engeland | Ninian Park, Cardiff Toeschouwers: 55.000 Scheidsrechter: James Martin (SCO) |
| 18 oktober British Home Championship 1947/48 № 174 «onderlinge duels» 15:00 uur (UTC+1) |       | 6' Tom Finney 11' Stan Mortensen 25' Tommy Lawton |          | Ninian Park, Cardiff Toeschouwers: 55.000 Scheidsrechter: James Martin (SCO) |

|                                                                        |                  |       |                                   |                                                                               |
| 12 november British Home Championship 1947/48 № 175 «onderlinge duels» | Schotland        | 1 – 2 | Wales                             | Hampden Park, Glasgow Toeschouwers: 88.000 Scheidsrechter: Arthur Ellis (ENG) |
| 12 november British Home Championship 1947/48 № 175 «onderlinge duels» | Andy McLaren 10' |       | 35' Trevor Ford 42' George Lowrie | Hampden Park, Glasgow Toeschouwers: 88.000 Scheidsrechter: Arthur Ellis (ENG) |

### 1948
|                                                                                     |                                      |       |               |                                                                                 |
| 10 maart British Home Championship 1947/48 № 176 «onderlinge duels» 16:15 uur (UTC) | Wales                                | 2 – 0 | Noord-Ierland | Racecourse Ground, Wrexham Toeschouwers: 32.310 Scheidsrechter: Tom Smith (ENG) |
| 10 maart British Home Championship 1947/48 № 176 «onderlinge duels» 16:15 uur (UTC) | George Lowrie 41' George Edwards 53' |       |               | Racecourse Ground, Wrexham Toeschouwers: 32.310 Scheidsrechter: Tom Smith (ENG) |

|                                                                                         |                |       |                                        |                                                                              |
| 23 oktober British Home Championship 1948/49 № 177 «onderlinge duels» 15:00 uur (UTC+1) | Wales          | 1 – 3 | Schotland                              | Ninian Park, Cardiff Toeschouwers: 59.911 Scheidsrechter: Davy Maxwell (IRL) |
| 23 oktober British Home Championship 1948/49 № 177 «onderlinge duels» 15:00 uur (UTC+1) | Bryn Jones 25' |       | 15' Hugh Howie 27', 43' Willie Waddell | Ninian Park, Cardiff Toeschouwers: 59.911 Scheidsrechter: Davy Maxwell (IRL) |

|                                                                                        |                |       |       |                                                                              |
| 10 november British Home Championship 1948/49 № 178 «onderlinge duels» 14:30 uur (UTC) | Engeland       | 1 – 0 | Wales | Villa Park, Birmingham Toeschouwers: 67.770 Scheidsrechter: Jack Mowat (SCO) |
| 10 november British Home Championship 1948/49 № 178 «onderlinge duels» 14:30 uur (UTC) | Tom Finney 39' |       |       | Villa Park, Birmingham Toeschouwers: 67.770 Scheidsrechter: Jack Mowat (SCO) |

### 1949
|                                                                                    |               |                                    |       |                                                                            |
| 9 maart British Home Championship 1948/49 № 179 «onderlinge duels» 15:00 uur (UTC) | Noord-Ierland | 0 – 2                              | Wales | Windsor Park, Belfast Toeschouwers: 22.880 Scheidsrechter: Reg Leafe (ENG) |
| 9 maart British Home Championship 1948/49 № 179 «onderlinge duels» 15:00 uur (UTC) |               | 25' George Edwards 83' Trevor Ford |       | Windsor Park, Belfast Toeschouwers: 22.880 Scheidsrechter: Reg Leafe (ENG) |

|                                                                     |                            |       |                                         |                                                                                               |
| 15 mei Vriendschappelijk № 180 «onderlinge duels» 17:00 uur (UTC+1) | Portugal                   | 3 – 2 | Wales                                   | Estádio Nacional do Jamor, Oeiras Toeschouwers: 51.000 Scheidsrechter: Generoso Dattilo (ITA) |
| 15 mei Vriendschappelijk № 180 «onderlinge duels» 17:00 uur (UTC+1) | Patalino 39' José Mota 65' |       | 11', 40' Trevor Ford 79' Manuel Vasques | Estádio Nacional do Jamor, Oeiras Toeschouwers: 51.000 Scheidsrechter: Generoso Dattilo (ITA) |

|                                                                     |                                          |       |                 |                                                                              |
| 22 mei Vriendschappelijk № 181 «onderlinge duels» 15:00 uur (UTC+1) | België                                   | 3 – 1 | Wales           | Stade de Sclessin, Luik Toeschouwers: 19.079 Scheidsrechter: Léon Boës (FRA) |
| 22 mei Vriendschappelijk № 181 «onderlinge duels» 15:00 uur (UTC+1) | Henri Govard 13', 35' Albert De Hert 43' |       | 60' Trevor Ford | Stade de Sclessin, Luik Toeschouwers: 19.079 Scheidsrechter: Léon Boës (FRA) |

|                                                                     |                                                                |       |       |                                                                         |
| 26 mei Vriendschappelijk № 182 «onderlinge duels» 15:00 uur (UTC+1) | Zwitserland                                                    | 4 – 0 | Wales | Wankdorf, Bern Toeschouwers: 18.000 Scheidsrechter: Alois Beranek (AUT) |
| 26 mei Vriendschappelijk № 182 «onderlinge duels» 15:00 uur (UTC+1) | Jacques Fatton 33', 62' Robert Ballaman 75' Lucien Pasteur 86' |       |       | Wankdorf, Bern Toeschouwers: 18.000 Scheidsrechter: Alois Beranek (AUT) |

| |                   |       |                                                 |                                                                            |
| 15 oktober WK 1950 kwalificatie / British Home Championship 1949/50 № 183 «onderlinge duels» 15:00 uur (UTC+1) | Wales             | 1 – 4 | Engeland                                        | Ninian Park, Cardiff Toeschouwers: 61.079 Scheidsrechter: Jack Mowat (SCO) |
| 15 oktober WK 1950 kwalificatie / British Home Championship 1949/50 № 183 «onderlinge duels» 15:00 uur (UTC+1) | Mal Griffiths 80' |       | 22' Stan Mortensen 29', 34', 66' Jackie Milburn | Ninian Park, Cardiff Toeschouwers: 61.079 Scheidsrechter: Jack Mowat (SCO) |

| |                                   |       |       |                                                                            |
| 9 november WK 1950 kwalificatie / British Home Championship 1949/50 № 184 «onderlinge duels» 14:30 uur (UTC) | Schotland                         | 2 – 0 | Wales | Hampden Park, Glasgow Toeschouwers: 73.782 Scheidsrechter: Edgar Law (ENG) |
| 9 november WK 1950 kwalificatie / British Home Championship 1949/50 № 184 «onderlinge duels» 14:30 uur (UTC) | John McPhail 22' Alec Linwood 75' |       |       | Hampden Park, Glasgow Toeschouwers: 73.782 Scheidsrechter: Edgar Law (ENG) |

|                                                                        |                                                       |       |                 |                                                                              |
| 23 november Vriendschappelijk № 185 «onderlinge duels» 14:30 uur (UTC) | Wales                                                 | 5 – 1 | België          | Ninian Park, Cardiff Toeschouwers: 27.998 Scheidsrechter: Henry Pearce (ENG) |
| 23 november Vriendschappelijk № 185 «onderlinge duels» 14:30 uur (UTC) | Roy Paul 18' Trevor Ford 24', 40', 49' Roy Clarke 30' |       | 90' Rik Coppens | Ninian Park, Cardiff Toeschouwers: 27.998 Scheidsrechter: Henry Pearce (ENG) |

Albanië · België · Bulgarije · Denemarken · Duitsland · Engeland · Estland · Finland · Frankrijk · Griekenland · Hongarije · Ierland · IJsland · Israël · Italië · Joegoslavië · Kroatië · Letland · Litouwen · Luxemburg · Nederland · Noord-Ierland · Noorwegen · Oostenrijk · Polen · Portugal · Roemenië · Schotland · Slowakije · Spanje · Tsjecho-Slowakije · Turkije · Wales · Zweden · Zwitserland
FAW · A-internationals · Bondscoaches · Statistieken · Welsh vrouwenelftal · Brits olympisch elftal · Wales U21 · Wales U20 · Wales U19 · Wales U18 · Wales U17 · Wales U16
1876 – 1899 ·
1900 – 1919 ·
1920 – 1929 ·
1930 – 1939 ·
1940 – 1949 ·
1950 – 1959 ·
1960 – 1969 ·
1970 – 1979 ·
1980 – 1989 ·
1990 – 1999 ·
2000 – 2009 ·
2010 – 2019 ·
2020 − 2029
EK 2016 · 
EK 2020
WK 1958
1876 · 
1877 · 
1878 · 
1879 · 
1880 · 
1881 · 
1882 · 
1883 · 
1884 · 
1885 · 
1886 · 
1887 · 
1888 · 
1889 · 
1890 · 
1891 · 
1892 · 
1893 · 
1894 · 
1895 · 
1896 · 
1897 · 
1898 · 
1899 · 
1900 · 
1901 · 
1902 · 
1903 · 
1904 · 
1905 · 
1906 · 
1907 · 
1908 · 
1909 · 
1910 · 
1911 · 
1912 · 
1913 · 
1914 · 
1915 · 1916 · 1917 · 1918 · 1919 · 
1920 · 
1921 · 
1922 · 
1923 · 
1924 · 
1925 · 
1926 · 
1927 · 
1928 · 
1929 · 
1930 · 
1931 · 
1932 · 
1933 · 
1934 · 
1935 · 
1936 · 
1937 · 
1938 · 
1939 · 
1940 · 1941 · 1942 · 1943 · 1944 · 1945 · 
1946 · 
1947 · 
1948 · 
1949 · 
1950 · 
1952 · 
1952 · 
1953 · 
1954 · 
1955 · 
1956 · 
1957 · 
1958 · 
1959 · 
1960 · 
1961 · 
1962 · 
1963 · 
1964 · 
1965 · 
1966 · 
1967 · 
1968 · 
1969 · 
1970 · 
1971 · 
1972 · 
1973 · 
1974 · 
1975 · 
1976 · 
1977 · 
1978 · 
1979 · 
1980 · 
1981 · 
1982 · 
1983 · 
1984 · 
1985 · 
1986 · 
1987 · 
1988 · 
1989 · 
1990 · 
1991 · 
1992 · 
1993 · 
1994 · 
1995 · 
1996 · 
1997 · 
1998 · 
1999 · 
2000 · 
2001 · 
2002 · 
2003 · 
2004 · 
2005 · 
2006 · 
2007 · 
2008 · 
2009 · 
2010 · 
2011 · 
2012 · 
2013 · 
2014 · 
2015 · 
2016 · 
2017 ·
2018 ·
2019 ·
2020 ·
2021 ·
2022 ·
2023
Albanië ·
Andorra ·
Argentinië ·
Armenië ·
Australië ·
Azerbeidzjan ·
België ·
Bosnië en Herzegovina ·
Brazilië ·
Bulgarije ·
Canada ·
Chili ·
China ·
Costa Rica ·
Cyprus ·
DDR ·
Denemarken ·
Duitsland ·
Engeland ·
Estland ·
Faeröer ·
Finland ·
Frankrijk ·
Georgië ·
Gibraltar ·
Griekenland ·
Hongarije ·
Ierland ·
IJsland ·
Iran ·
Israël ·
Italië ·
Jamaica ·
Japan ·
Joegoslavië ·
Kazachstan ·
Koeweit ·
Kroatië ·
Letland ·
Liechtenstein ·
Luxemburg ·
Malta ·
Mexico ·
Moldavië ·
Montenegro ·
Nederland ·
Nieuw-Zeeland ·
Noord-Ierland ·
Noord-Macedonië ·
Noorwegen ·
Oekraïne ·
Oostenrijk ·
Panama ·
Paraguay ·
Polen ·
Portugal · 
Qatar ·
Roemenië ·
Rusland ·
San Marino ·
Saoedi-Arabië ·
Schotland ·
Servië ·
Servië en Montenegro ·
Slovenië ·
Slowakije ·
Sovjet-Unie ·
Spanje ·
Trinidad & Tobago ·
Tsjechië ·
Tsjecho-Slowakije ·
Tunesië ·
Turkije ·
Uruguay ·
Verenigde Staten ·
Wit-Rusland ·
Zuid-Korea ·
Zweden ·
Zwitserland
Engeland (2016) · 
Denemarken (2021) · 
Italië (2021) · 
Rusland (2016) ·
Slowakije (2016) · 
Turkije (2021) · 
Zwitserland (2021)